# División III de la NCAA
División III de la NCAA, también conocida como D-III, es la categoría más grande de la NCAA, la liga universitaria de los Estados Unidos de América. En ella compiten 438 universidades. Se diferencia de las Divisiones I y II en que en la D-III compiten las universidades que deciden no ofrecer becas para captar deportistas como alumnos.

## Historia
La NCAA se dividió en Divisiones en 1973, formando las Divisiones I, II y III, en función del número de becas que se pueden ofrecer a los deportistas de cada grupo.

## Conferencias
Las siguientes conferencias son de categoría D-III, aunque algunas universidades que las integran pueden tener algún equipo en División I, o en División II.
| Conferencia                                             |
| ------------------------------------------------------- |
| Allegheny Mountain Collegiate Conference                |
| American Rivers Conference                              |
| American Southwest Conference                           |
| Atlantic East Conference                                |
| Centennial Conference                                   |
| City University of New York Athletic Conference         |
| Coast to Coast Athletic Conference                      |
| College Conference of Illinois and Wisconsin            |
| Collegiate Conference of the South                      |
| Colonial States Athletic Conference                     |
| Conference of New England                               |
| Eastern Collegiate Football Conference                  |
| Empire 8                                                |
| Great Northeast Athletic Conference                     |
| Heartland Collegiate Athletic Conference                |
| Landmark Conference                                     |
| Liberty League                                          |
| Little East Conference                                  |
| Massachusetts State College Athletic Conference         |
| Michigan Intercollegiate Athletic Association           |
| Middle Atlantic Conferences                             |
| Midwest Conference                                      |
| Minnesota Intercollegiate Athletic Conference           |
| New England Collegiate Conference                       |
| New England Small College Athletic Conference           |
| New England Women's and Men's Athletic Conference       |
| New Jersey Athletic Conference                          |
| North Atlantic Conference                               |
| North Coast Athletic Conference                         |
| Northern Athletics Collegiate Conference                |
| Northwest Conference                                    |
| Ohio Athletic Conference                                |
| Old Dominion Athletic Conference                        |
| Presidents' Athletic Conference                         |
| Saint Louis Intercollegiate Athletic Conference         |
| Skyline Conference (New York)                           |
| Southern Athletic Association                           |
| Southern California Intercollegiate Athletic Conference |
| Southern Collegiate Athletic Conference                 |
| State University of New York Athletic Conference        |
| United East Conference                                  |
| University Athletic Association                         |
| USA South Athletic Conference                           |
| Upper Midwest Athletic Conference                       |
| Wisconsin Intercollegiate Athletic Conference           |

## Universidades de División III con equipos en División I
Once universidades de D-III tienen permiso de la NCAA, aunque con cierta polémica dentro de la asociación, para mantener un máximo de dos equipos en División I (uno masculino y uno femenino), aunque el resto de equipos de la universidad compitan en D-III.
Se trata de:
- Universidad Clarkson en hockey sobre hielo masculino y femenino.
- Colorado College en hockey sobre hielo masculino y fútbol femenino.
- Hartwick College en fútbol masculino y waterpolo femenino.
- Universidad Johns Hopkins en lacrosse masculino y femenino.
- Instituto Politécnico Rensselaer en hockey sobre hielo masculino y femenino.
- Instituto de Tecnología de Massachusetts en remo femenino.
- Instituto de Tecnología de Rochester en hockey sobre hielo masculino y femenino.
- Universidad de St. Lawrence en hockey sobre hielo masculino y femenino.
- Franklin & Marshall College en lucha masculina.
- Hobart and William Smith Colleges en lacrosse masculino.
- Union College en hockey sobre hielo masculino y femenino.

## Hockey sobre hielo
En hockey sobre hielo existen las siguientes conferencias:
| Conferencia                                        |
| -------------------------------------------------- |
| Conference of New England                          |
| Massachusetts State Collegiate Athletic Conference |
| Minnesota Intercollegiate Athletic Conference      |
| New England Hockey Conference                      |
| New England Small College Athletic Conference      |
| Northern Collegiate Hockey Association             |
| State University of New York Athletic Conference   |
| United Collegiate Hockey Conference                |
| Wisconsin Intercollegiate Athletic Conference      |

## Voleibol masculino
En voleibol masculino existen las siguientes conferencias:
| Conferencia                          |
| ------------------------------------ |
| Continental Volleyball Conference    |
| Midwest Collegiate Volleyball League |
| United Volleyball Conference         |

## Fútbol americano
La final que consagra al ganador como campeón nacional de fútbol americano en la D-III se denomina Stagg Bowl.
- Datos: Q5284440
- Multimedia: NCAA Division III / Q5284440